# A4高速公路 (意大利)
A4高速公路（義大利語：Autostrada 4），又稱「最尊貴的」高速公路（Serenissima，取自昔日威尼斯共和國的正式名稱），是一條連接義大利北部第二大城市都靈和東部邊境城市的里雅斯特的高速公路，全長517公里。中間經過該國經濟中心米蘭、貝加莫、布雷西亞、維羅納、維琴察、威尼斯等重要城市。
1927年米蘭東至貝加莫段開始通車，2007年已拓寬至八線行車。威尼斯以東是四線行車，其餘路段為六線行車。2009年威尼斯路段的繞行道通車，原路段改稱A57高速公路。全段分別是歐洲E64公路（至皮亞琴察）和歐洲E70公路的一部分（部份與歐洲E55公路共線）。